# Latch (canção)
Latch é um single da banda britânica Disclosure. A faixa contém vocais do cantor Sam Smith. A música foi lançada como download digital no dia 8 de outubro de 2012 pela gravadora PMR Records.

## Vídeo musical
O vídeo de "Latch" teve sua estreia no dia 9 de outubro de 2012, no YouTube, com um tempo de execução de 04:18. O vídeo foi dirigido por Ross McDowell e Ben Murray de Bultion Londres, o vídeo apresenta cenas de vários casais flertando e se abraçando.
Um dos casais está dentro de um apartamento,  o segundo casal se encontram em um elevador lotado e começam a se beijar. Enquanto as pessoas no elevador não deixam, e o terceiro casal é de duas jovens mulheres que se encontram em um bar.
O cantor Sam Smith não aparece no vídeo.
No dia 16 de agosto de 2015, o vídeo possuía mais de 150 milhões de visualizações no YouTube.

## Desempenho comercial
No dia 10 de outubro de 2012, Greg James anunciou que "Latch" foi número 39 no "The Official Chart" . Entrou oficialmente no "UK Singles" no número 26 no dia 14 de Outubro de 2012, subindo 13 posições no decorrer da semana. Em sua segunda semana, a música subiu nove posições (para o número 17), e em sua terceira semana subiu cinco lugares para o número 12; a canção eventualmente chegou ao número 11 em sua quarta semana. A canção passou um total de 15 semanas no top 40 e 32 semanas no top 75. A canção já vendeu 600.000 cópias só no Reino Unido,  o single foi certificado Platinum pelo BPI. Isso coloca "Latch" entre os singles mais vendidos sem nem ter alcançado o top 10 do UK Singles. O Single também foi certificado Ouro pela Federation of the Italian Music Industry.
Em 2014, "Latch" se tornou um inesperado sucesso nos Estados Unidos. A canção foi lançada como seu single de estréia nos Estados Unidos no dia 4 de fevereiro de 2014. Na carta datada de 2 de agosto a canção liderou na Billboard Hot Dance/Eletronic Songs durante sua semana de 47 na parada, marcando a mais longa viagem até o pico do gráfico (onde permaneceu até o dia 30 de agosto). A canção vendeu 990.000 unidades no ano de 2014. "Latch" reinou como uma das músicas de dança/eletrônica mais vendidos de acordo com a Nielsen SoundScan. A canção se tornou um hit de rádio contemporâneo cruzado-hit. Foi o primeiro da dupla e a segunda de Smith no top 10, único no pop, pop adulto, rítmica e urbana das rádios nos Estados Unidos, atingindo um máximo de números 3, 10, 3 e 9, respectivamente. No gráfico de 9 de agosto "Latch" chegou ao número 7 na Billboard hot 100.

## Recepção da crítica
Michael Cragg do The Guardian deu à canção um comentário positivo. Jon Caramania, do The New York Times, viu a canção como uma das "menos características" da dupla, descrevendo-a como "menos relaxada, mais ambiciosa, mais descaradamente orientada ao pop, com vocais incorporados".

## Antecedentes e composição
Originalmente, Disclosure pensava que "Latch" era "muito estranho para rádio e não descolado o suficiente para os clubes" por causa do seu tempo. "É em 6/8 - nem mesmo 4/4, o tempo mais comumente utilizado para house music." Quando ouviram pela primeira vez a voz de Sam Smith, Howard e Guy pensavam que ele era uma mulher e depois ficaram "espantados" quando descobriram que ele não era.
Howard afirmou que a divulgação é "tentar trazer alguma alma ao escrever canções... usando acordes de jazz e melodias interessantes em vez de tríades chatas, percussivas, de EDM." A música é composta em um tempo de 122 batidas por minuto e em clave de fá menor, segundo o sítio Musicnotes.com.

## Alinhamento de faixas
- Digital download[2]

1. "Latch" (featuring Sam Smith) – 4:16

- Digital remixes[3]

1. "Latch" (T. Williams Club Remix) – 4:07
2. "Latch" (Jamie Jones Remix) – 6:31

- Vinyl[4]

1. "Latch" (featuring Sam Smith) – 4:16
2. "Latch" (T. Williams Club Edit) – 4:07

- In the Lonely Hour[5]

1. "Latch" (Acoustic) – 3:43